# John Elkington
John Elkington (Berkshire, 23 giugno 1949) è un imprenditore ed economista britannico, consulente senior nel campo della responsabilità sociale d'impresa e dello sviluppo sostenibile.
Nativo di Padworth nel Berkshire, è autore di una ventina di pubblicazioni, ed è stato membro di oltre 20 consigli di amministrazione e comitati direttivi.

## Biografia
Dopo aver frequentato le scuole di Bryanston, nel '66 si iscrisse all'Università dell'Essex, conseguendo il Bachelor of Arts in sociologia e psicologia sociale quattro anni più tardi. Nel '74 ottenne il Master of Philosophy in pianificazione urbana e regionale all'University College di Londra.
All'età di 28 anni, fondò l'azienda Environmental Data Services (ENDS) insieme a David Layton e Max Nicholson. Nel 1983, creò SustainAbility, una società di consulenza alle imprese, che scandaglia i mercati alla ricerca di opportunità nel campo della sostenibilità economica, sociale e ambientale. Tale azienda nacque col nome di John Elkington Associates e fu ribattezzato SustainAbility quattro anni dopo.

Nel 2008, ha co-fondato Volans Ventures con Pamela Hartigan, Sam Lakha, Geoff Lye e Kevin Teo. Il suo primo libro fu Green Consumer Guide, dato alle stampe nel 1980 con Julia Hailes.
È socio fondatore e presidente di Volans, cofondatore e presidente onorario di SustainAbility, presidente onorario di Environmental Data Services (ENDS, fondata nel 1978), consulente senior del Centro risorse per le imprese e i diritti umani, membro del Consiglio degli ambasciatori del WWF, professore alla Cranfield University School of Management, all'Imperial College e all'University College di Londra.
Nel 2004 fu definito da Business Week come «un decano del movimento del responsabilità sociale per tre decenni». Nel 2008, la rivista Evening Standard lo classificò fra le "1.000 persone più influenti" di Londra, descrivendolo come "un vero guru degli affari verdi" e come «un evangelista della responsabilità sociale e ambientale delle imprese, molto tempo prima che diventasse di moda».
La guida Who's Who del 2009 lo descrisse come uno che «gioca con le idee, pensa dietro gli angoli, conversa con persone irragionevoli, legge una gamma "alpina" di libri (dalla storia alla fantascienza), riviste statunitensi di business e scienza, rischiando la vita e gli arti come un ciclista di Londra, è un [appassionato dilettante di] fotografia, arte e design, [ama] scrivere di tutte le ore, gli aerei costruiti prima del 1944, i vini del Nuovo Mondo, la musica popolare del XX secolo, e Johann Strauss II».

## Riconoscimenti
Ha ricevuto riconoscimenti dalle Nazioni Unite, dalla Fast Company, dall'American Society for Quality, dalla Rockefeller Foundation e dalla Skoll Foundation.
Nel 1981, gli fu conferito il Winston Churchill Memorial Fellowship. Nel 2009, un sondaggio internazionale sulle 100 personalità più influenti nell'ambito della Corporate Social Responsibility posizionò John Elkington al quarto posto, pari merito con Muhammad Yunus della Grameen Bank, preceduti da Al Gore, Barack Obama e dall'attivista Anita Roddick (1942-2007).
Nel 2014 ricevette un PhD ad honorem dall'Università dell'Essex.